# Жуантобе (рудник)
Жуантобе (рудник) — підприємство гірничорудної промисловості на півдні Карагандинської області Казахстану, яке веде розробку однойменного залізорудного родовища.
Розробка родовища Жуантобе почалась у 2020 році та здійснюється відкритим способом. Потужність кар'єра становить до 2,4 млн тонн на рік.
Видобута на Жуантобе руда спершу проходить тут же переробку на дробильно-сортувальному комплексі, під час якого приблизно половина породи відправляється у відвал. Далі отриманий продукт відправляється автомобільним транспортом на розташовану за 45 км збагачувальну фабрику рудника Бапи для остаточної підготовки.
Планується, що запаси руди Жуантобе будуть вичерпані до 2027 року.
Проєкт рудника реалізувала компанія «Bapy Mining», яка належить до групи «Горное дело».